# Deubach (Wutha-Farnroda)
Deubach ist ein Ortsteil der Gemeinde Wutha-Farnroda im Wartburgkreis in Westthüringen mit etwa 310 Einwohnern. Namensgeber des sich auf etwa drei Kilometer Länge ausdehnenden Waldhufendorfes ist der Deubach, welcher von Süd nach Norden durch den Ort zur Hörsel fließt. Deubach besitzt eine eigene Gemarkung, zählt aber seit den 1950er Jahren zu Schönau.

## Geografie
Die Gemarkung grenzt im Norden und Osten an Schönau, im Osten auch an Kälberfeld und Sättelstädt, im Süden folgt Seebach, im Südwesten und Westen Farnroda.
In der Deubacher Gemarkung befinden sich der Kambühl (453,6 m ü. NN) als höchste Erhebung sowie  der Fuchsberg (437,7 m ü. NN) und der Eichberg (364,9 m ü. NN).
Der Deubach ist ein orographisch linker Zufluss der Hörsel. Er hat eine Länge von 3,9 Kilometer und entspringt am oberen Ortsende von Deubach am Nordwesthang des Kambühl.

## Geschichte
Der Ort Deubach entstand als Waldhufendorf in der letzten mittelalterlichen Rodungsperiode im 12. Jahrhundert. Als Gerichtsherren übten die Wangenheimer die Herrschaft und Verwaltung des Ortes aus. Ab 1452 gehörte es zur Herrschaft Scharfenberg, die denen von Uetterodt gehörte. Neben dem Amts- und Gerichtsort Thal gehörte neben Deubach die Orte Weißenborn, Schmerbach, Schwarzhausen, Sättelstädt und Teile von Ruhla, Schönau und Stockhausen zu deren Herrschaft. Die Herrschaft (Uetterodtsches Gericht) wurde 1837 an den Herzog von Sachsen-Gotha verkauft. Erwähnt wird der Ort nach Gerbing 1436 und 1493 im Gemeindearchiv von Sättelstedt als Teybach. Mit dem Besitzwechsel ging einher, dass das ehemalige uetterodtsche Patrimonialgericht in Thal in ein Herzoglich Sächsisches Gerichtsamt umgewandelt wurde.
Deubach wurde am 1. Juli 1950 nach Schönau eingemeindet.

## Kultur und Sehenswürdigkeiten

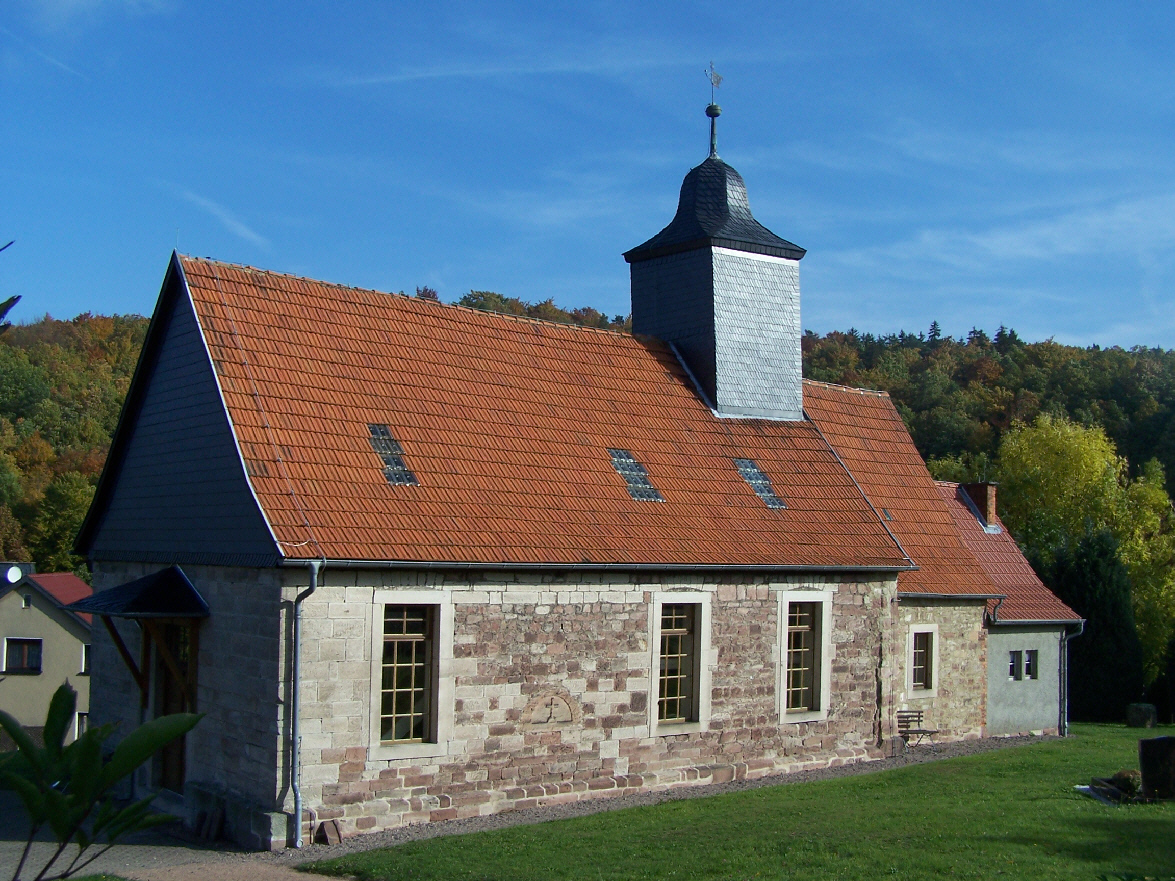
Die Deubacher Kirche

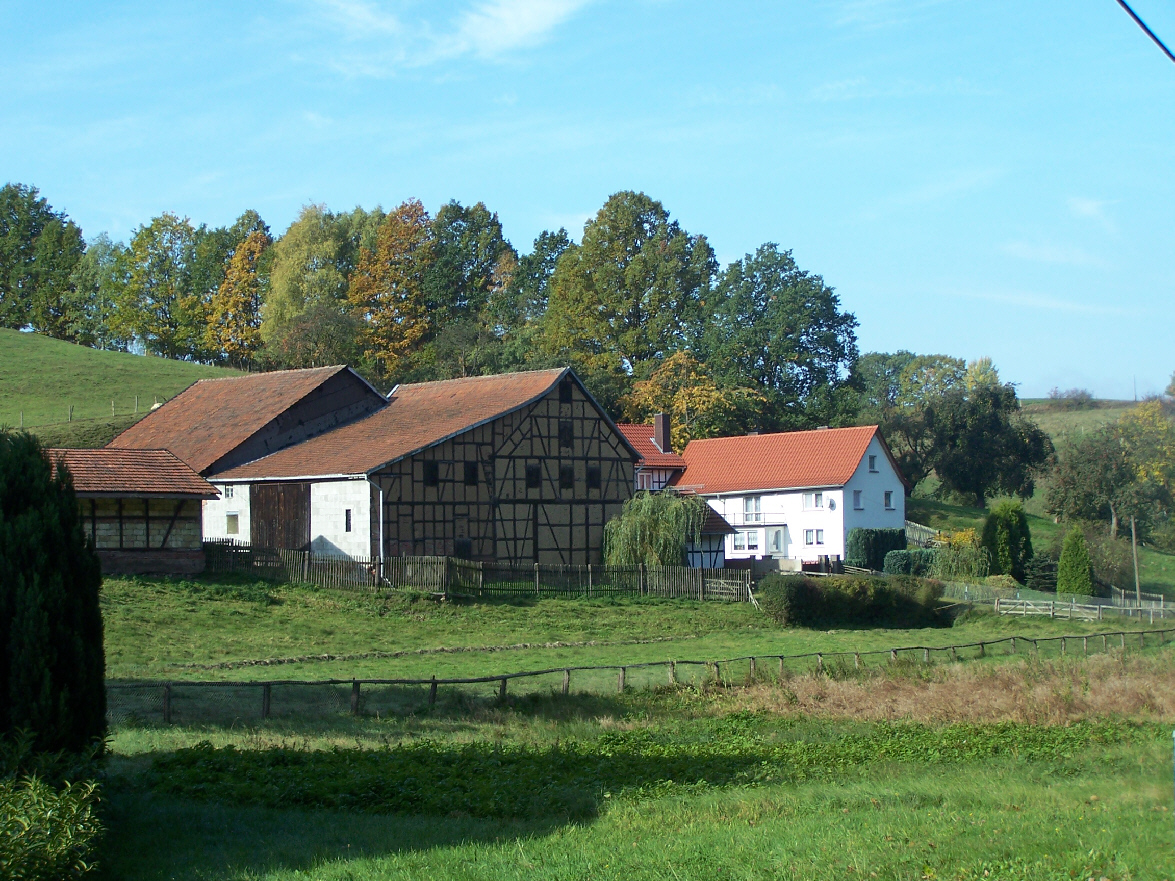
In der oberen Ortslage von Deubach

### Sehenswürdigkeiten
Im Zentrum der Ortslage steht auf einer Anhöhe die evangelische Peter- und Paulskirche, sie ist das älteste Gebäude in Deubach. Sie ist vermutlich eine Gründung von Bonifacius selbst oder von seinen Schülern und soll anfänglich eine kleine Kapelle gewesen sein, zu der häufige Wallfahrten gingen. Sie verfiel im 16. Jahrhundert und wurde im 18. Jahrhundert wieder aufgebaut. Der Turm wurde 1740 auf die Kirchenmauer gesetzt und 1775 wurde die Sakristei angebaut. In der Zeit des Verfalls der Kirche waren die Deubacher in der Schönauer Kirche eingepfarrt.
Zahlreiche alte Höfe und Fachwerkhäuser säumen die Dorfstraße und bilden noch einen geschlossenen historischen Ortskern mit Fischteichen, Gärten, Streuobstwiesen und Weideflächen.

### Vereine und regelmäßige Veranstaltungen
Das kulturelle Leben ist heute eng mit Schönau und den anderen Ortsteilen von Wutha-Farnroda verbandelt. Die Deubacher und Schönauer Backfrauen haben ihr Domizil im Schönauer Hörselbergmuseum. Jährlich im Herbst findet die traditionelle Deubacher Kirmes statt, am 30. April ist der Walpurgistanz auf dem Festplatz.